# Industimalia
Industimalia (Laticilla burnesii) är en sydasiatisk fågel i familjen marktimalior inom ordningen tättingar. Den minskar relativt kraftigt i antal, så pass att den kategoriseras som nära hotad av IUCN.

## Utseende
Industimalia är en 17 cm lång fågel, lik en stor prinia med mycket lång och kraftigt avsmalnad stjärt där de yttre stjärtpennorna bara är en tredjedel så långa som de centrala. Den är streckad ovan, med vitaktig tygel och ögonring, undertill med rostbruna undre stjättäckarna.

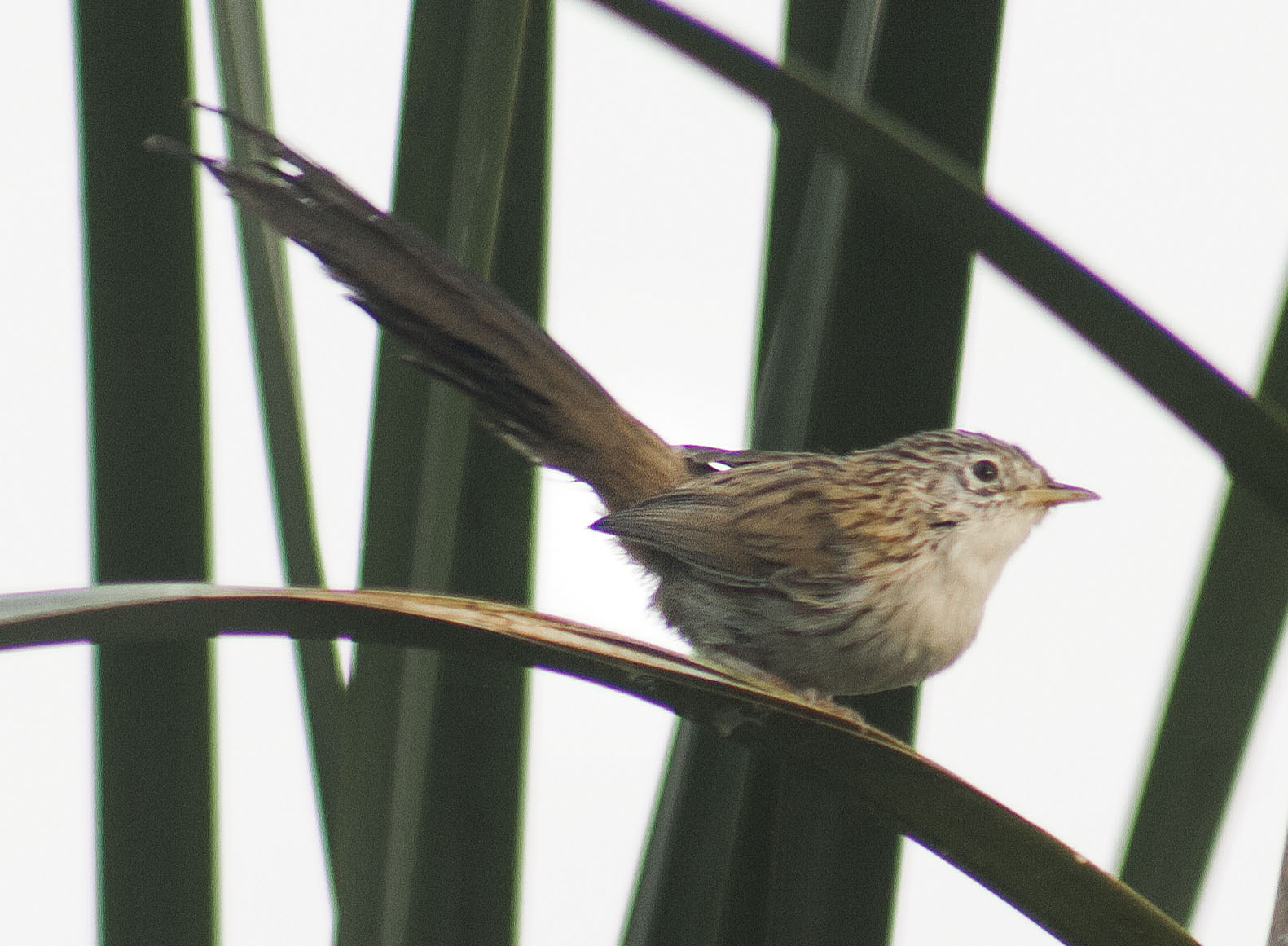

Nära släktingen brahmaputratimalian, ofta behandlad som underart, är mycket lik, men denna har mycket tunnare näbb och mycket kortare stjärt. Ovansidan är gråaktig snarare än beigefärgad, undre stjärttäckarna grå, ej rostbruna och streckning på hjässa och mantel mycket svagare.

## Utbredning och systematik
Fågeln förekommer i områden med elefantgräs och sockerrör i Pakistan och nordvästra Indien (västra Punjab). Den delas in i två underarter med följande utbredning:) 
- Laticilla burnesii burnesii – Indusdalen i Pakistan samt nordvästra Indien (Punjab)
- Laticilla burnesii nipalensis – östra Nepal

Tidigare betraktades den helt okontroversiellt vara en prinia i familjen cistikolor, med namnet gräsprinia. Genetiska studier visar dock förvånande nog att den hör till familjen Pellorneidae. Vissa inkluderar brahmaputratimalia (Laticilla cinerascens) som en underart.

## Levnadssätt
Industimalian hittas i högvuxna gräsmarker, ofta uppblandade med akacior och tamarisker, huvudsakligen intill stora floder och våtmarker. I Pakistan och nordvästra Indien verkar den även kunna utnyttja jordbruksmarker kring sjöar, bevattningskanaler och vattendrag. I Nepal bebor den däremot endast cirka fem år gamla gräsmarker och undviker störda områden.
Den håller sig väl gömd och födosöker på eller nära marken i par eller familjegrupper, på jakt efter insekter. Om den skräms upp flyger den lågt, landar snart igen och kan svårligen fås att flyga upp igen.

### Häckning
Industimalian häckar mellan februari och september, huvudsakligen under regnperioden. Det skålformade boet av grovt gräs verkar byggas enbart av honan. Det placeras väl gömt längst ner i en grästuva, ofta intill en öppning. Däri läggs fyra ägg.

## Status
Industimalian tros minska relativt kraftigt till följd av habitatförlust. IUCN kategoriserar arten som nära hotad.

## Namn
Fågelns vetenskapliga artnamn hedrar Alexander Burnes (1805-1841), brittisk officer i Indien 1829-1832 samt Afghanistan 1839-1841.